# クルマシダ
クルマシダ Asplenium wrightii は、チャセンシダ科のシダ植物。この類では大きくなる方で、厚手のつやつやしい単羽状の葉を付ける。

## 特徴
常緑性の多年生草本。根茎は短くて直立し、鱗片を付ける。鱗片は暗褐色で格子状を成し、三角状披針形から線形で長さ5-7mm、幅1-1.2mm、縁に毛がある。葉を束状に出し、葉柄は長さ15-25cm（時に40cmまで）、全体に緑色だが褐色や紫を帯びることもある。また鱗片が付いており、表側には溝がある。葉身は単羽状複葉に裂け、全体としては広披針形で長さ30-80cm、幅は15-25cm（時に30cm）。羽片は最下のものが最も大きく、上に向かって順次小さくなってゆく、先端もそのまま続き、頂羽片として区別出来るものはない。葉質は厚いが柔らかく、全体に濃緑色で表面は滑らかでつやがある。羽片は10-20対あり、個々の羽片は披針形で、先端が葉の先端向きに曲がった鎌形をしている。長さは7-17cm、幅は1-2cm、時に3cm。先端は尖っており、縁には鋸歯が並び、基部は葉の先端側に耳状に尖る。また下方の羽片には短い柄がある。葉脈は1-2回叉状に分岐する。
胞子嚢群は線形で羽片の軸近くからほとんど縁まで達する。包膜は長さ1.5cmまで、縁に腺毛状の突起が並ぶ。
和名は車シダの意味で、葉が株から車輪のように出ることによる。別名にクリュウシダがあり、これは和歌山県古座町（現串本町）の沿岸にある九龍島で明治10年に採集されたことにちなむという。ちなみに島の名の読みは、実は「くろしま」である。なお、和名の由来である「葉が車輪状」というのは、見た目にはそぐわないとの評もある。

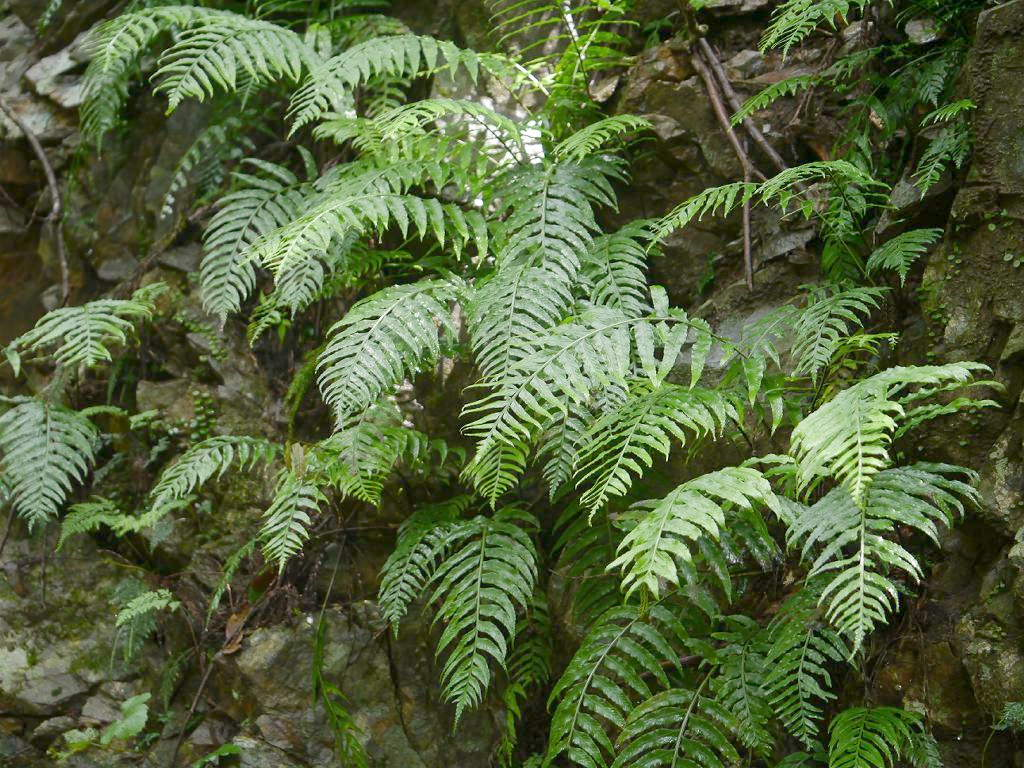
群落の様子
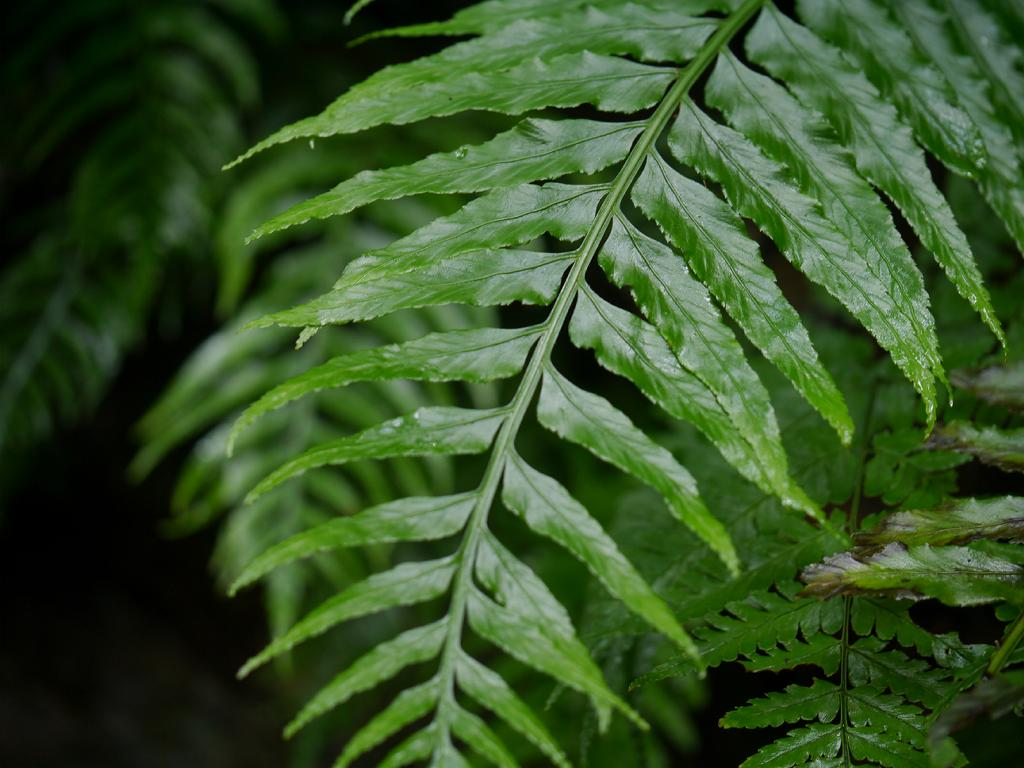
葉の表面
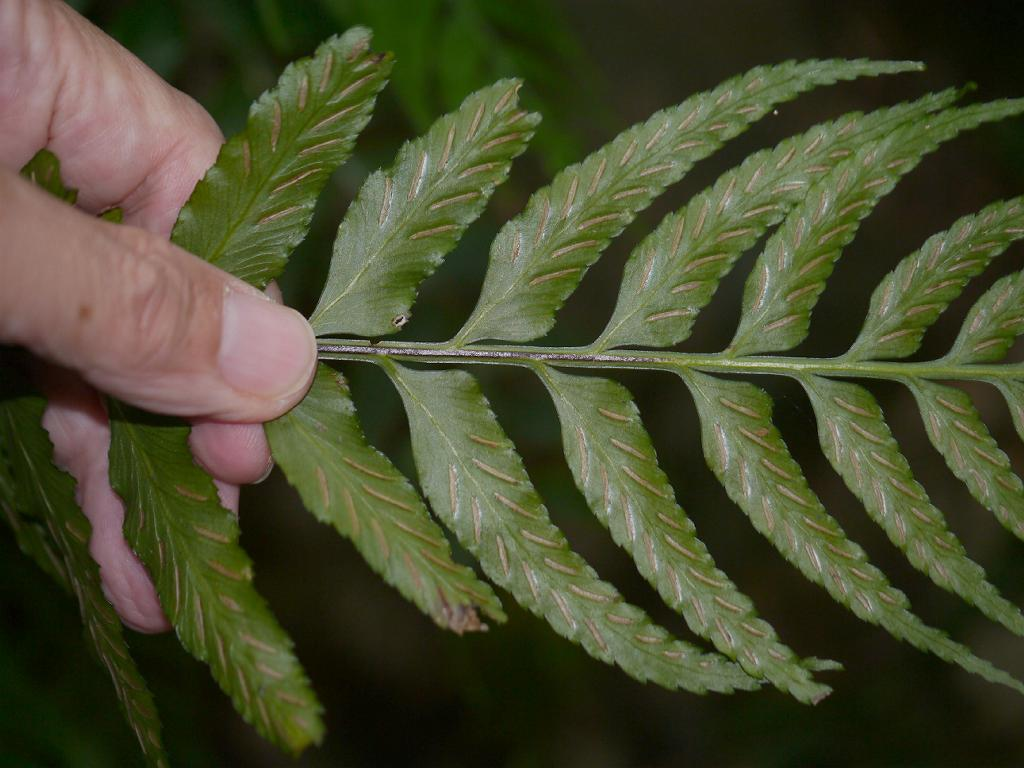
裏面、胞子嚢群
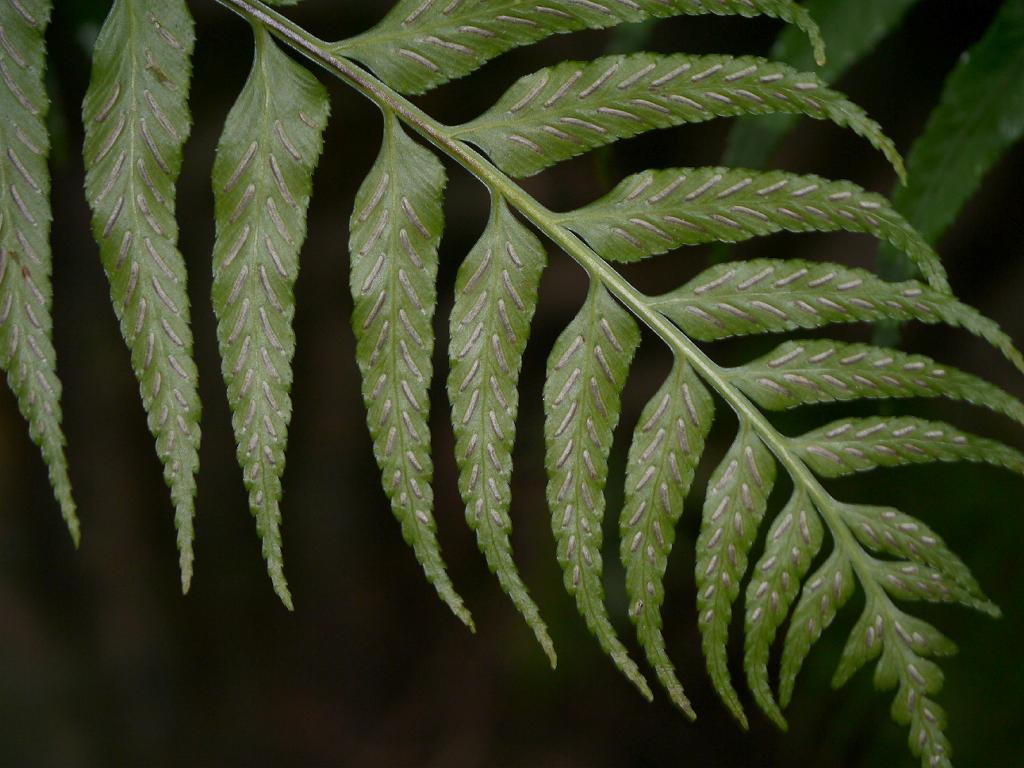
同・先端部

## 分布と生育環境
本州の伊豆から東海以西、四国、九州、琉球列島、それに伊豆諸島の御蔵島に分布する。国外では朝鮮、中国、台湾、インドシナとフィリピンからも知られる。
森林内の比較的湿ったところに生え、地上か、時に岩の上に生育する。斜面に出ることが多い。この種が生育するのはシダ類の生育には好適な環境であり、本種が出現する谷はシダ探索の優れたポイントであることが多い。

## 近縁種など
日本にチャセンシダ属のものは39種あるが、その中では本種は大きい方に属し、同程度のものはオオタニワタリ類くらいしかない。単羽状複葉のものではマキノシダ A. loriceum やムニンシダ A. polydon などがあるが、いずれも本種ほど大きくならず、羽片の数も少ない。
本種とよく似たものにハヤマシダ A. ×shikokianumがある。全体によく似ているが、葉はより細かく裂け、羽状2裂する。牧野はこれを本種の亜種と判断し、var. shikokianum Makino と命名したが、現在ではこれは本種とコウザキシダとの雑種であるとされている。この2種は雑種を作りやすいらしく、静岡県から奄美大島まで、両種が共存する地域ではあちこちで報告がある。
この名の方は半山シダの意味で、高知県高岡郡半山村（はやまむら）で発見されたことによる。

## 類似のもの
単羽状複葉で細長い羽片の大きくなるシダにはヤブソテツ類やキジノオシダ科など多くのものがある。それらの多くは胞子嚢群の形が本種のように細長く伸びるものとは大きく異なるので判別は容易い。ただ、その点でも似ているのがイワデンダ科のノコギリシダ Diplazium wichurae やミヤマノコギリシダ D. mettenianum とその一群のもので、概形や羽片の形も似ており、それにやはり細長い胞子嚢群を並べて付ける。ただしこれらの種は根茎が長く横に這う。また本種の方が葉の質が厚手で緑が濃い。もっともこれらは科が違うので、系統は遠いが、その点での区別は外見では難しい。

## 利害
ほとんどない。光田(1986)は本種を鑑賞価値が高いものと認め、「もっと栽培されてよい種」と述べているが、この時代と現在も状況は変わらないようだ。